# Cryptocarya whiffiniana
Cryptocarya whiffiniana är en lagerväxtart som beskrevs av Le Cussan & B.Hyland. Cryptocarya whiffiniana ingår i släktet Cryptocarya och familjen lagerväxter. Inga underarter finns listade i Catalogue of Life.